# Leptolebias
Leptolebias è un genere di piccoli pesci d'acqua dolce appartenenti alla famiglia Rivulidae.

## Distribuzione e habitat
Queste specie sono diffuse nelle acque dolci del Sudamerica.

## Descrizione
Le dimensioni sono minute, variando dai 1,8 cm di Leptolebias itanhaensis ai 5 cm di Leptolebias citrinipinnis.

## Acquariofilia
Alcune specie sono allevate in acquario ma soltanto da appassionati, vista la delicatezza del ciclo vitale di queste specie.

## Specie
Nel 2014 il genere conta 7 specie:
- Leptolebias aureoguttatus
- Leptolebias citrinipinnis
- Leptolebias itanhaensis
- Leptolebias leitaoi
- Leptolebias marmoratus
- Leptolebias opalescens
- Leptolebias splendens